# Vozišče
Vozišče je del cestišča, ki ima eno ali več smernih vozišč, namenjeno je prometu vozil, pod pogoji, določenimi s predpisi o pravilih cestnega prometa, pa tudi pešcem in drugim udeležencem cestnega prometa, če s prometno signalizacijo ni določeno drugače.

## Sestavni deli
- Smerno vozišče je vzdolžni del vozišča, ki je namenjen vožnji vozil v eni smeri in ga lahko sestavljajo en, dva ali več prometnih pasov. Smerno vozišče brez označenih prometnih pasov pa je vozišče ali njegov vzdolžni del, ki je namenjen vožnji vozil v eni smeri in kjer vodi v eno smer samo en prometni pas.
- Kolesarski pas je vzdolžni del vozišča, ki je označen z ločilno črto in je namenjen prometu koles in koles s pomožnim motorjem.
- Pas za pešce je del vozišča, ki je označen z vzdolžno ločilno črto in je namenjen pešcem.
- Pas za parkiranje je označen vzdolžni del vozišča, ki je namenjen ustavitvi in parkiranju vozil v vzdolžni smeri z označenimi ali neoznačenimi parkirnimi mesti.
- Prehod za pešce je s predpisano prometno signalizacijo označena površina vozišča, ki je namenjena prehajanju pešcev čez vozišče.
- Prehod za kolesarje je s predpisano prometno signalizacijo označena površina vozišča, ki je namenjena prehajanju kolesarjev čez vozišče.
- Prometni pas je označen ali neoznačen vzdolžni del smernega vozišča, ki je dovolj širok za neovirano vožnjo dvoslednih vozil v eni vrsti.
- Stranski ločilni pas je vzdolžni del vozišča, s katerim so prometne površine za druge namene fizično ločene od vozišča.
- Robna črta je vzdolžna črta, ki označuje rob vozišča.
- Sredinska črta je vzdolžna črta, ki ločuje smerna vozišča med seboj ali prometne pasove na enem smernem vozišču večpasovne ceste.
- Avtobusno postajališče in obračališče je posebej zgrajena in označena prometna površina na ali ob vozišču ceste, namenjena prevozu potnikov.
- Ukrepi za umirjanje prometa so tehnične rešitve na vozišču in/ali oblikovane prometne površine v funkciji izboljšanja prometne varnosti.

## Vir
- Zakon o cestah, Ur. l. RS št. 109/2010